# Kokon (film fra 1999)
|  | Denne artikel er oprettet af botten Steenthbot ud fra en ekstern database. Den kan derfor have sproglige fejl eller mangler. Denne skabelon kan fjernes efter kontrol af indholdet. |

 For alternative betydninger, se Kokon (flertydig). (Se også artikler, som begynder med Kokon)
Kokon er en dansk kortfilm fra 1999 instrueret af Anna Meyling efter eget manuskript.

## Handling
Ung kvinde vågner i sit rum. Og en fysisk forandring sker med hende. De boede i telte på trappen, men heldigvis blev det sværere og sværere for hende at forstå de ord, der kom udefra. ¿Jeg vil ikke være et menneske¿. Men du vil altid være et menneske, bare et menneske der har valgt ikke at være menneske. Du vil aldrig kunne blive et dyr.